# 九姓回鹘可汗碑

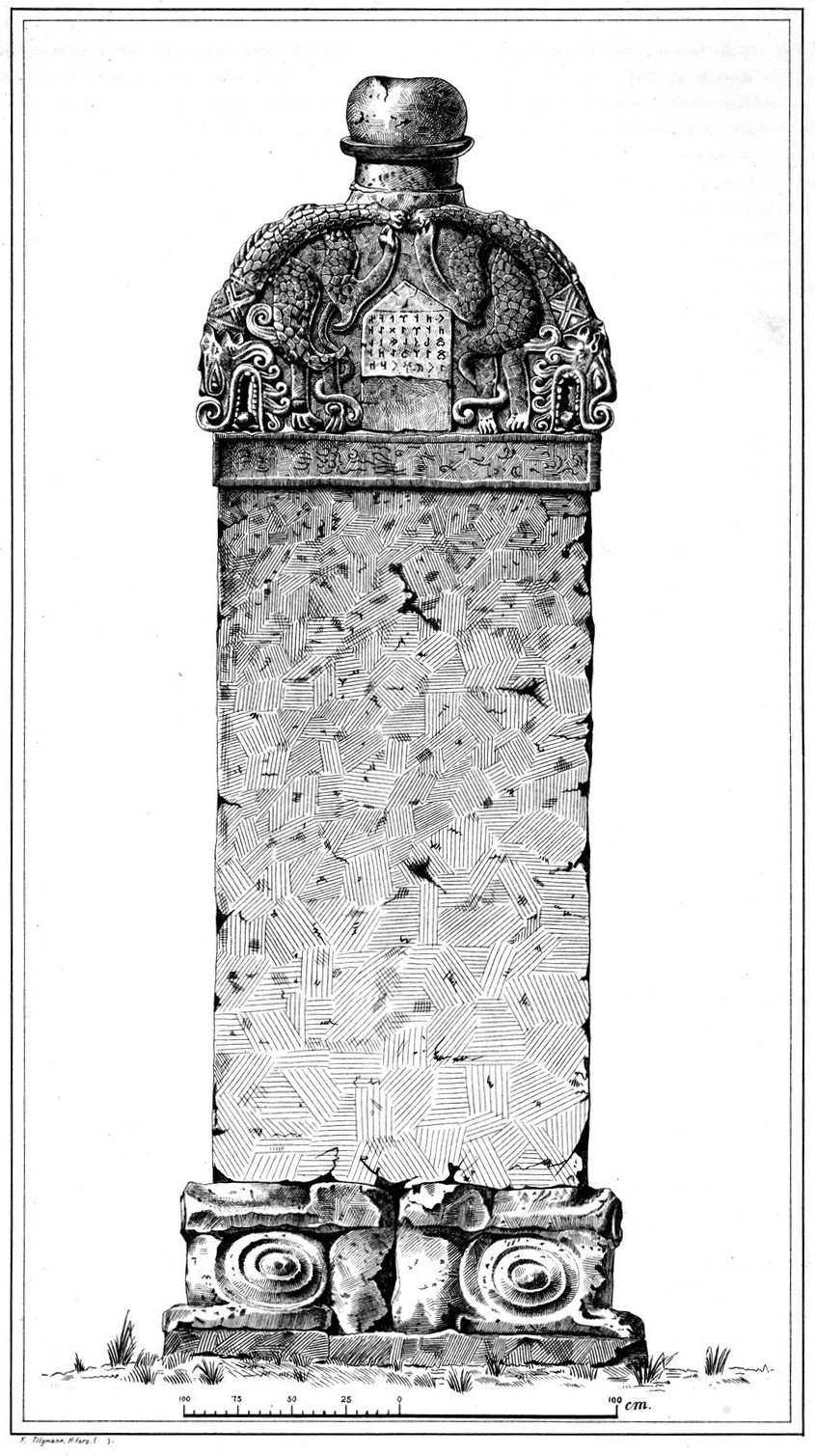
1892年芬兰考察队海开勒所记录的《九姓回鹘可汗碑》外观

九姓回鹘可汗碑，全称九姓回鹘爱登里啰汩没蜜施合毗伽可汗圣文神武碑，也称哈喇巴勒哈逊碑（Karabalgasun inscription），是回鹘汗国第九世可汗保义可汗的记功碑，为汉文、粟特文和突厥文3种文字刻写的三体石碑。
“爱登里啰汩没蜜施合毗伽可汗”为回鹘语“Ay Tängridä Qut Bulmïš Alp Bilgä Qaghan”音译，汉语意为“月天赐福神武智慧可汗”，即保义可汗。據碑銘漢文的銘刻，立碑者為回鶻內宰相頡于伽思，漢文的撰寫人為伊難主和莫賀達幹。此碑的記述内容有：回鶻葛勒可汗（747年—759年在位）、牟羽可汗（759年—780年在位）協助唐朝平定安史之亂的功勳；牟羽可汗從中原引入摩尼教；回鶻保義可汗（808年—821年在位）出兵西域，與吐蕃争夺北庭（今新疆吉木薩爾）、龜茲（今新疆庫車）。

## 年代位置
该碑立于唐宪宗元和九年（814年），其时保义可汗已在位6年。
立碑位置为蒙古国前杭爱省鄂尔浑河畔哈剌巴剌沙衮地区，即回鹘故城鄂耳朵八里、蒙古故城哈剌和林附近。

## 近代发现及研究
- 1889年，俄国一探险队的雅德林采夫（英语：Nikolai Yadrintsev）（N. M. Yadrintsev）发现该碑，其时碑已裂为二十多块，雅德林采夫盗走其中两块。[2][4]
- 1890年，芬兰考察队海开勒（Ivar Heikel）光顾此碑，并拍摄了碑文。[2]
- 1891年，俄国再次派出瓦西里·拉德洛夫率领鄂尔浑考察队制作出新的拓本。[2]
- 1891年，俄国学者柯赫（E. Koch）首次刊布碑文。[4]
- 1892年，俄国驻华公使将前一年新拓的拓本送交清朝总理各国事务衙门，请求考释和林三碑。

## 碑文
该碑碑文有三种文字版本，分别为汉文、粟特文和鲁尼突厥文。其中汉文版本保存得最好；而古突厥文部分仅有一些小片段存世，无法确定其在石碑上的原始位置。粟特文部分保存相对较好。以下为《九姓回鹘可汗碑》汉文部分的碑文，其中，（）内为推补的残缺文字，〓为残缺文字，〇为空格：
碑額

1） （九姓迴鶻愛）登
2） （里囉汨没蜜施）
3） （合毗伽可汗聖）
4） （文神武碑并序）
碑文
01） （九姓）迴鶻（愛）登里囉汨没蜜施合毗伽可汗聖文神武碑并序〇〇〇〇〇内宰相頡于伽思藥羅（杚）〓〓〇〇〓〓〓〓〓〓〓〓〓〓〓〓〓〓〓（頡于伽思）合伊難主莫賀（達干）〓〓〓〓〓〓〓〓〓〓〓〓〓〓〓〓〓〓〓

02） 〇〇〇〇（莫）賀（達干）〇紆伽哩伽思（趷）〇〇〇〇〇〇〇〇〇紆伽〓〓〓〓莫賀達干〇紆（伽迭）億也〓〓〓〓〓〓〓〓〓〓〓〓〓〓〓〓〓〓〓〓〓〓〇〇〇〇〇〇〇〓〓〓〓〓〓〓〓〓〓〓〓〓〓〓〓〓〓〓〓〓

03） 聞，夫乾坤開闢，日月照（臨）。受命之君，光宅天下。徳化昭明，四方輻湊。〓〓〓〓，（八表歸仁）。〓〓〓〓〓〓〓〓〓〓〓〓〓〓〓〓〓〓〓〓〓〓〓〓〓〓〓，表裏山河，中建都焉。〓〓〓〓〓〓〓〓〓〓〓〓〓〓〓〓〓〓〓〓〓

04） 襲國於北方之隅，建都於嗢崑（之）野。以明智治國，積有歳年。子〇〓〓〓〓（嗣）位。天生英斷，萬姓賓（伏）。〓〓〓〓〓〓〓〓〓〓〓〓〓〓〓〓〓〓〓（○可）汗在位，撫育百姓，若〓〓
〓〓〓〓〓〓〓〓〓〓〓〓〓〓〓〓〓〓〓（阿）

05） 史那革命。數歳之間，復（得）我舊國。于時，九姓（迴鶻）・卌姓抜悉蜜・三（姓葛禄諸）異姓，僉曰，「前代中興，可汗並（是）〓〓〓〓〓〓〓〓〓〓〓〓〓〓〓〓〓〓（至）高祖〇闕毗伽可汗。〓〓〓〓〓〓〓〓〓〓〓〓〓〓〓〓〓〓（子○登里）

06） 囉没蜜施頡翳徳蜜施毗伽可汗嗣位。英智〓〓，〓〓（經）營。子〇君登里囉汨没蜜施頡咄登蜜施合倶録（〓〓毗伽可汗嗣位）。〓〓〓〓，（奇）特異常。宇内諸邦，欽伏自〓。（○〓〓）皇帝蒙塵，史思明（之子朝義）〓〓〓〓〓〓〓〓〓〓〓

07） 使，幣重言甘乞師，併力欲滅唐社。〇可汗忿彼孤恩竊弄神器，親（統）驍雄，與王師犄角，合勢齊駈，剋復京洛。〇皇（帝）〓〓〓〓〓〓〓〓〓（爲）兄弟之邦，永（爲）〓〓〓〓。〇可汗乃頓軍東都，因觀風〓〓〓〓〓〓〓〓〓〓〓〓〓〓（法）

08） （師），將睿息等四僧入國。闡揚二祀，洞徹三際。况法師妙達明門，精（通）七部，才高海岳，辯若懸河。故能開正教於迴鶻。〓〓〓〓〓〓〓〓（應對）爲法，立大功績，乃（爲黙）傒悉徳。于時，都督・刺史・内外宰相〓〓〓〓〓〓「〓〓〓〓〓〓〓〓

09） 〓今悔前非，願事正教。」奉〇旨宣示，「此法微妙，難可受持。」再三懇（請）。「（往）者無識，謂鬼爲佛。今已旟真，不可復事。特望〓〓，〓〓〓〓。」〓〓〓（曰），「既有志誠，任即持賷應有刻畫魔形，悉令焚𤑔。祈神拜鬼，並〓〓〓。」〓〓〓〓〓〓〓〓〓〓

10） 〓受明教，薫血異俗，化爲蔬飯之郷，宰殺邦家，變爲勸善之國。故〓〓之在人，上行下效。〇法王聞受正教，深讃虔〓，〓〓〓〓，〓（黙傒悉徳）領諸僧尼，入國闡揚。自後〇慕闍徒衆，東西循環，往來教化。〇（牟羽可汗崩後○合汨咄禄毗）

11） （伽）可汗襲位。雄才勇略，内外脩明。子〇登里囉没蜜施倶録毗伽可汗嗣位。治化國俗，頗有次序。子〇汨咄禄毗伽（可汗嗣位）。〓〓〓〓，（百姓）康樂。崩後〇登里囉羽（録）没蜜施合汨咄禄胡禄毗伽可汗継承。〓〓〓（○愛登里囉汨没蜜）

12） （施）合毗伽可汗，當龍潜之時，於諸王中最長。都督・刺史・内外宰相・（親信）官等奏曰，「〇〇天可汗，垂拱寶位，輔弼須得（賢人）。〓〓〓〓〓〓〓（佐）治之才，海岳之量。國家體（大），法令須明。特望〇天恩允臣等所請。」〓〓〓〓〓〓〓〓（○○天）

13） （可汗）宰衡之時，与諸相殊異。爲降誕之際，禎祥竒特。自幼及長，英雄（神）武。坐籌帷幄之下，決勝千里之外。温柔惠化，撫（育）〓〓，〓〓〓〓，（爲）世作則，爲國經營，算莫能紀。初，北方堅昆之國，（控弦卌餘萬）。（彼）〓〓〓〓〓〓〓〓〓〓〓〓〓

14） 〓〓英雄智勇，神武威力，一發便中。堅昆可汗，應弦殂落。牛馬谷（量），（器）械山積，國業蕩盡，地無居人。復，葛禄与吐蕃連（衡〇）〇（天可汗）〓（以）偏師於匀曷戸對敵。智謀（弘遠），〓〓〓〓〓〓〓〓〓〓〓〓〓〓〓〓〓〓〓〓〓〓〓〓〓

15） 〓（北）庭半收，半圍之。次〇〇天可汗親統大軍，討滅元兇，却復城（邑）。〓土黎庶，含氣之類，純善者撫育，悖戻者屏除。（遂）〓〓〓〓〓〓〓狐媚磧。凡諸行人，及於畜（産）〓〓〓〓〓〓〓〓〓〓〓〓〓〓〓〓〓〓〓〓〓〓〓〓〓〓〓

16） 〓（甲冑）遺弃。復，吐蕃大軍，攻圍龜茲。〇〇天可汗領兵救援。吐蕃〓〓奔入于術。
四面合圍，一時撲滅。屍骸臭穢，非人〓〓。〓〓〓山，以爲京觀。敗没餘燼，〓〓〓〓〓〓
〓〓〓〓〓〓〓〓〓〓〓〓〓〓〓〓〓〓〓〓〓〓〓〓〓

17） 〓〓〓百姓与狂寇合從，有虧職貢。〇〇天可汗躬惣師旅，大敗（賊兵），奔逐至真珠河。俘掠人民，萬萬有餘。駞馬畜乗，〓〓〓〓。〓（進）部〓，餘衆來歸。〓〓〓〓〓〓〓〓〓〓〓〓〓〓〓〓〓〓〓〓〓〓〓〓〓〓〓〓〓〓〓〓〓

18） 〓〓〓〓知罪咎，哀請祈訴。〇〇天可汗矜其至誠，赦其罪戻。遂（与其）王，令百姓復業。自茲已降，王自〇朝覲，進奉（方物）。〓〓〓〓〓〓〓廂沓實力〓〓〓〓〓〓〓〓〓〓〓〓〓〓〓〓〓〓〓〓〓〓〓〓〓〓〓〓〓〓〓〓〓

19） 〓〓〓〓〓軍，將供奉官，並皆親覩。至於賊境，長駈横入，自將數（騎），（發）號施令，取其必勝，勍敵畢摧。追奔逐北，直至（大食國）〓〓〓〓〓〓（有餘）〓〓〓〓〓〓〓〓〓〓〓〓〓〓〓〓〓〓〓〓〓〓〓〓〓〓〓〓〓〓〓〓〓〓〓

20） 〓〓〓〓〓攻伐葛禄・吐蕃，搴旗斬馘。追奔逐北，西至抜賀那國。（剋）獲人民，及其畜産。葉護爲不受教令，離其土壌。〓〓〓〓〓〓〓〓〓〓〓〓〓〓〓〓〓〓〓〓〓〓〓〓〓〓
〓〓〓〓〓〓〓〓〓〓〓〓〓〓〓〓〓〓〓〓

21） 〓〓〓〓〓〓〓（黒）姓毗伽可汗。復，與歸順葛禄，册真珠智惠葉護，爲主。又十箭三姓（突騎施）〓〓〓〓〓〓〓〓〓〓〓〓〓〓〓〓〓〓〓〓〓〓〓〓〓〓〓〓〓〓〓〓〓〓〓〓〓〓〓〓〓〓〓〓〓〓〓〓〓〓〓〓〓〓

22） 〓〓〓〓〓〓〓〓〓寺宇，令僧徒寛泰，聴士安樂。自（開）法來，（悶）〓（闇名），未曾降（伏）〓〓
〓〓〓〓〓〓〓〓〓〓〓〓〓〓〓〓〓〓〓〓〓〓〓〓〓〓〓〓〓〓〓〓〓〓〓〓〓〓〓〓
〓〓〓〓〓〓〓〓〓〓〓〓〓〓〓〓

23） 〓〓〓〓〓〓〓〓〓〓中〓有〓〓〓〓〓世之土，中外國〓，〓〓委付，〓〓里〓〓〓〓〓〓〓〓〓〓〓〓〓〓〓〓〓〓〓〓〓〓〓〓〓〓〓〓〓〓〓〓〓〓〓〓〓〓〓〓〓〓〓〓〓〓〓〓〓〓〓〓〓〓〓〓〓〓

24） 〓〓〓〓〓〓〓〓〓〓〓〓〓〓〓〓〓〓〓〓〓（武）定禍〓〓〓〓〓〓〓〓〓〓〓〓〓〓〓〓〓〓〓〓〓〓〓〓〓〓〓〓〓〓〓〓〓〓〓〓〓〓〓〓〓〓〓〓〓〓〓〓〓〓〓〓〓〓〓〓〓〓〓〓〓〓〓〓〓〓
……【下残】……